# John Sims (Botaniker)

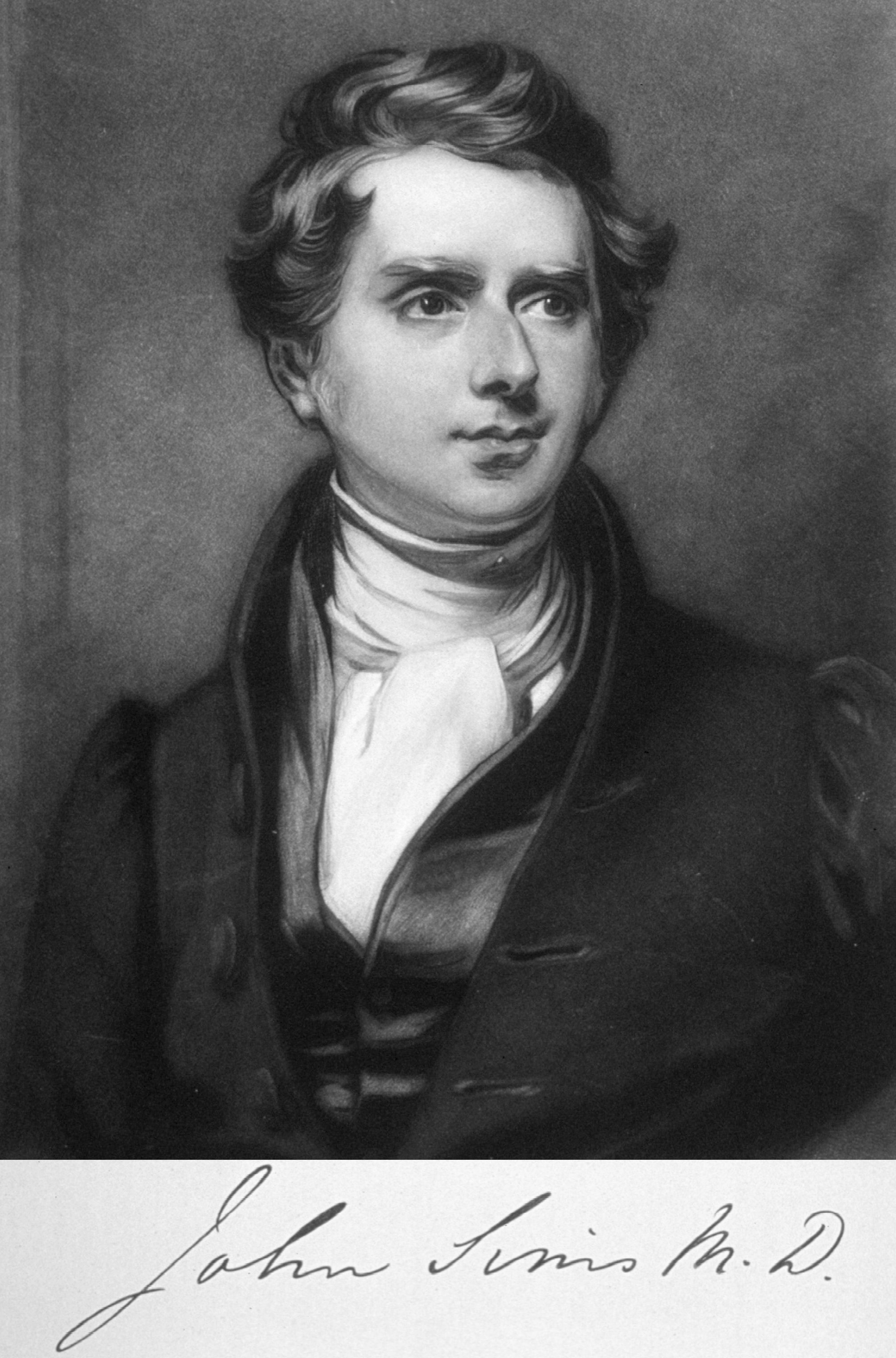
John Sims, Mezzotinto von David Lucas (1839) nach einer Vorlage von Charles Robert Leslie (1824)

John Sims (* 13. Oktober 1749 in Canterbury; † 26. Februar 1831 in Dorking) war ein englischer Arzt und Botaniker. Sein offizielles botanisches Autorenkürzel lautet „Sims“.

## Leben und Wirken
Sims war ein Sohn des Arztes Robert Courthope Sims (1720–1812) und dessen Frau Rebecca Tritton (1723–1781). Sein Vater war Mitglied der Society of Friends und veröffentlichte An Essay on the Nature and Constitution of Man. Er besuchte die Quaker School in Burford, Oxfordshire, und wurde von seinem Vater unterrichtet. 1770 begann er an der University of Edinburgh zu studieren. 1773/1774 studierte Sims in Leiden. Am 12. September 1774 graduierte er in Edinburgh mit der Dissertation De usu aquae frigidae interno („Die innere Anwendung kalten Wassers“) zum Doktor der Medizin (MD).
Sims zog nach London und übernahm dort die gynäkologische Praxis von Thomas Cogan (1736–1818) in der Paternoster Row. Am 25. Juni 1779 wurde Sims als des Lizenziat des Royal College of Physicians zugelassen. Er arbeitete als Arzt an der Surrey dispensary und war Konsultationsarzt der 1757 gegründeten „Lying-in Charity for delivering poor married women at their own habitations“.
1790 heiratete er Ann Christie (1765–1835), mit der er sechs Kinder hatte, darunter den Sohn Courthope (1795–1833).
1799 beschrieb Sims wie sich die Samenkapsel einer Mesembryanthemum-Art durch den Einfluss von Feuchtigkeit öffnet. Nach dem Tod von William Curtis, dem Gründer des Botanical Magazine, gab Sims von 1801 bis 1826 das Magazin heraus. Mit Charles König redigierte er von Mai 1804 bis September 1806 die Annals of Botany.
1783 war Sims Präsident der 1773 gegründeten Medical Society of London. Seit 1785 war Sims Mitglied der Society for Promoting Natural History. Er gehörte 1788 zu den ersten Mitgliedern („Fellow“) der Linnean Society of London. Am 10. März 1814 wurde Sims zum Mitglied („Fellow“) der Royal Society gewählt.
Am 18. August 1814 untersuchte Sims die vorgebliche Schwangerschaft der über 60-jährigen Joanna Southcott. Anfang November 1817 zog Richard Croft (1762–1818) ihn bei Geburt eines Sohnes von Charlotte Augusta von Wales hinzu. Der Junge wurde am 5. November 1817 tot geborenen. Die Mutter starb am darauffolgenden Tag.
Nach 1826 setzte er sich in Dorking zur Ruhe. Sims wurde am 5. März 1831 in Fittleworth bestattet.

## Nachlass
Sein Herbarium wurde durch George Bentham erworben und gelangte später zum Royal Botanic Gardens (Kew).

## Ehrungen
Christiaan Hendrik Persoon benannte ihm zu Ehren 1807 die Gattung Simsia aus der Familie der Korbblütler (Asteraceae). Drei Jahre später vergab Robert Brown den Namen Simsia erneut für eine Gattung aus der Familie der Silberbaumgewächse (Proteaceae).

## Schriften (Auswahl)
- De usu aquae frigidae interno. Edinburgh 1774 (Digitalisat) – Dissertation.

- On the Cow-Pox. In: The Medical and Physical Journal. Band 1, Nr. 1, 1799, S. 11–12 (Digitalisat).
- On the Subject of Inoculation for the Cow-Pox. In: The Medical and Physical Journal. Band 1, Nr. 3, 1799, S. 230–233 (Digitalisat).
- On the Use of Pure Ammonia in Pregnancy. In: The Medical and Physical Journal. Band 2, Nr. 8, 1799, S. 205–208 (Digitalisat).
- On the Caesarean Operation. In: The Medical and Physical Journal. Band 2, Nr. 10, 1799, S. 433–437 (Digitalisat).
- An Account of a ruptured Uterus. In: Medical facts and observations. Band 8, 1800, S. 150–162 (Digitalisat).
- On Delivery in Certain Difficult Cases of Arm-Presentation. In: The Medical and Physical Journal. Band 7, Nr. 40, 1802, S. 481–485 (Digitalisat).

- Description of Amomum exscapum. In: Annals of Botany. Band 1, Nr. 3, 1805, S. 548–350 (Digitalisat).

Briefe
- Brief vom 15. November 1817 an Joseph Clarke (1758–1834): Death of Princess Charlotte. In:  The British Record of Obstetric Medicine and Surgery, for 1849. Band 11, 1849, S. 110–112 (Digitalisat).